# Denis Napthine
Denis Napthine, né à Geelong le 6 mars 1952, est un homme politique australien, Premier ministre du Victoria du 6 mars 2013 au 4 décembre 2014.